# داوید آلوارس (بازیکن فوتبال، زاده ۱۹۹۴)
داوید آلوارس (اسپانیایی: David Álvarez‎؛ زادهٔ ۱۸ دسامبر ۱۹۹۴) بازیکن فوتبال اهل اسپانیا است.
از باشگاه‌هایی که در آن بازی کرده‌است می‌توان به باشگاه فوتبال زامورا، باشگاه فوتبال اوپن، و باشگاه فوتبال دپورتیوو لا کرونیا اشاره کرد.